# Ingvar Lindgren
Ingvar Lindgren, född 1931 i Uppsala, är en svensk fysiker.
Lindgren studerade till civilingenjör vid Kungliga Tekniska högskolan och disputerade 1959 i fysik vid Uppsala universitet. Han var professor i fysik vid Chalmers tekniska högskola och Göteborgs universitet från 1966 till 1996 samt ledamot av Nobelkommittén för fysik 1978-1991 och ordförande i densamma 1989-1991. Han var verkställande direktör för Stiftelsen för strategisk forskning från dess bildande 1994 till 1998.
Lindgren är ledamot av Kungliga Vetenskapsakademien sedan 1975, och av Ingenjörsvetenskapsakademien sedan 1995.
Tilldelades 1999 den Kungl. medaljen ”illis quorum”, åttonde storleken